# Monostorpályi
Monostorpályi ist eine ungarische Gemeinde im Kreis Derecske im Komitat Hajdú-Bihar.

## Geografie
Durch das Gemeindegebiet fließt der Kék-Kálló. Monostorpályi grenzt an folgende Gemeinden:
|             | Debrecen                                    | Újléta     |
| Hosszúpályi | Kompassrose, die auf Nachbargemeinden zeigt | Létavértes |
|             | Pocsaj                                      |            |

## Geschichte
Erste schriftliche Erwähnung 1219, der Name geht auf das Kloster Monostorium Pauli zurück.
Im Jahr 1913 gab es in der damaligen Großgemeinde 322 Häuser und 2151 Einwohner auf einer Fläche von 7722 Katastraljochen. Sie gehörte zu dieser Zeit zum Bezirk Derecske im Komitat Bihar.

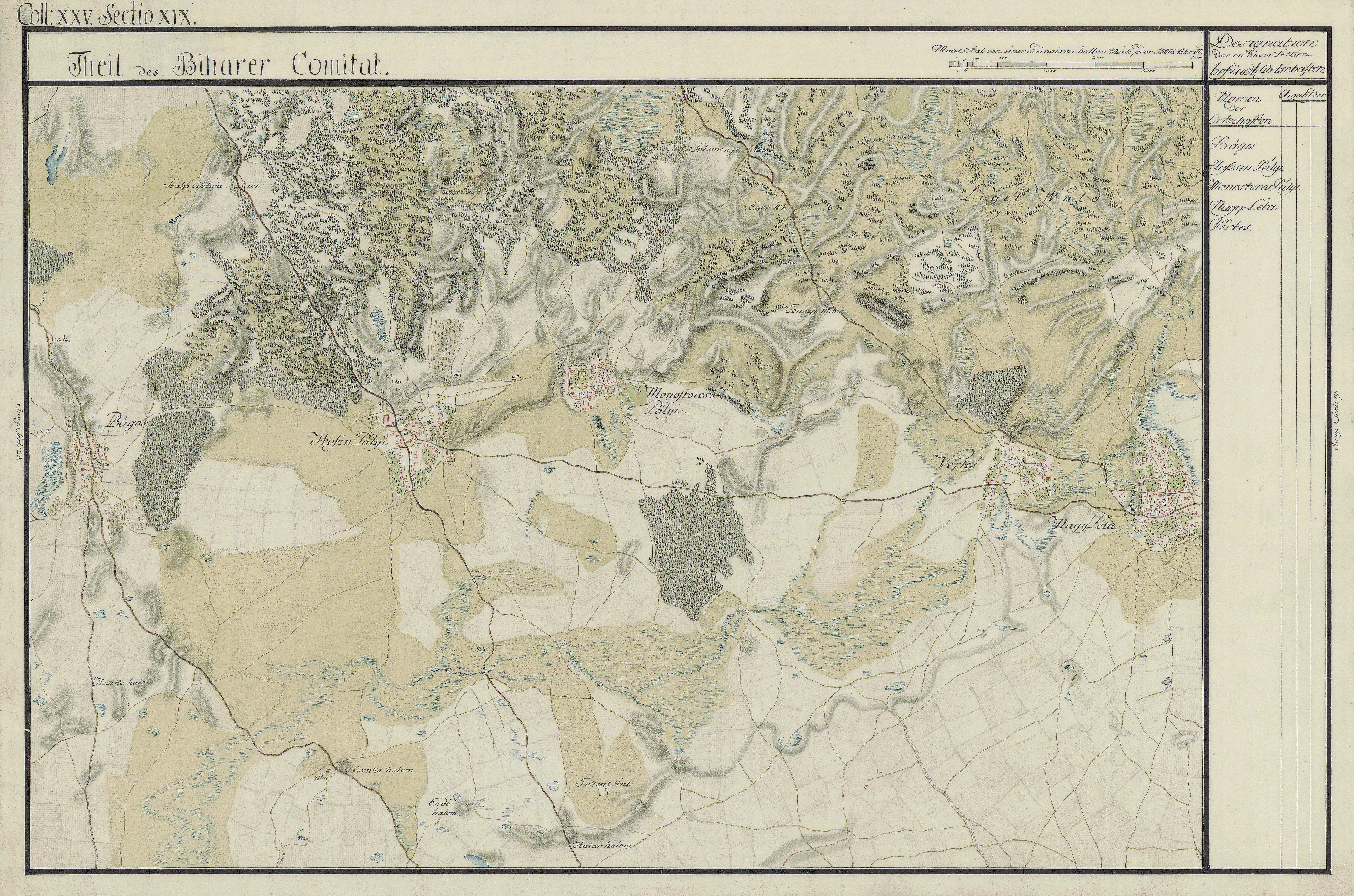
Monostoros Pályi (Mitte) um 1782 (Aufnahmeblatt der Josephinischen Landesaufnahme)
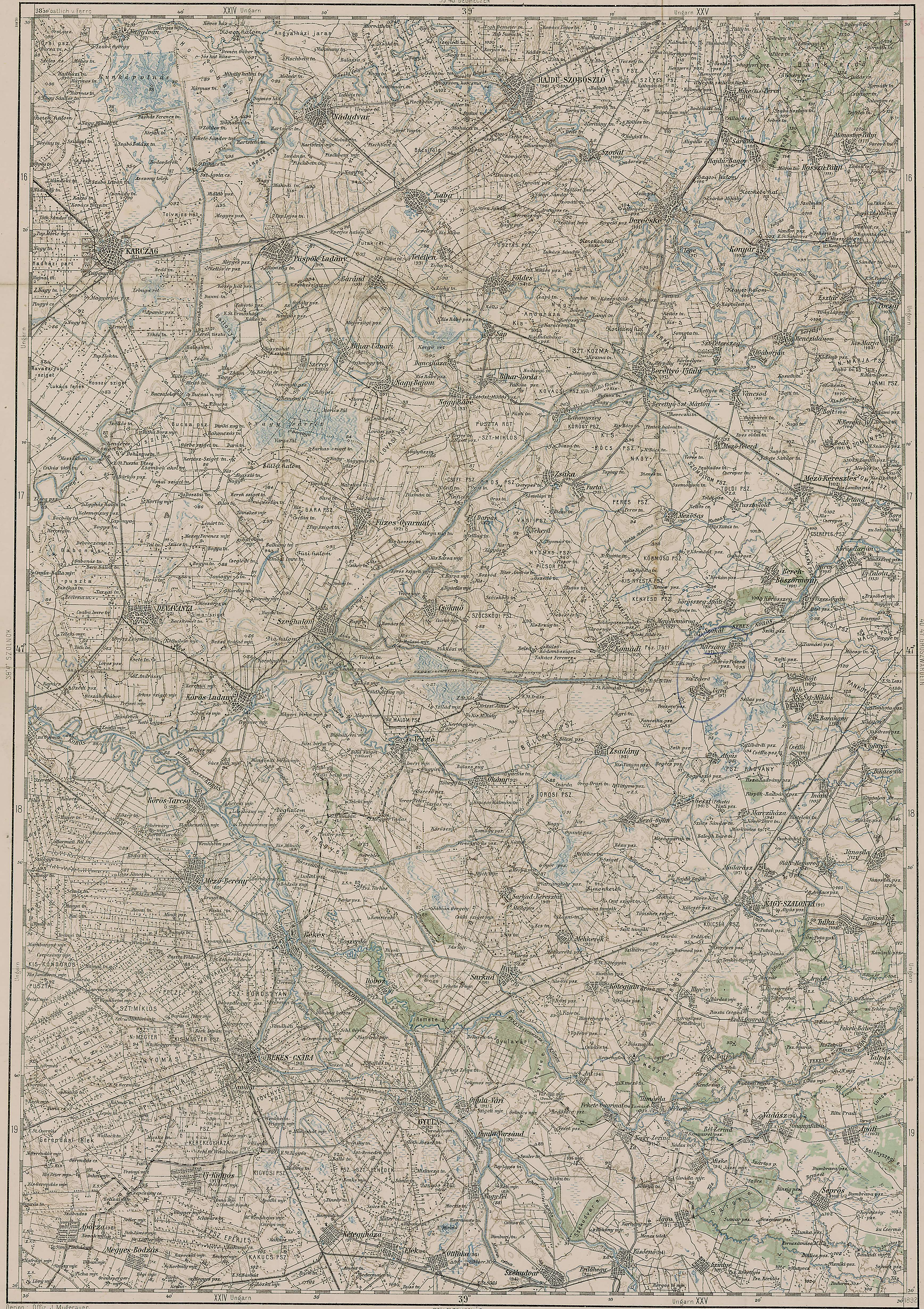
Monostor Pályi (N 47° 24'; O 39° 26') um 1892 (Aufnahmeblatt der Franzisco-Josephinischen Landesaufnahme)

## Sehenswürdigkeiten
- Reformierte Kirche
- Römisch-katholische Kirche Jézus Szíve
- Sonnenuhr (napóra), erschaffen von László Tulok

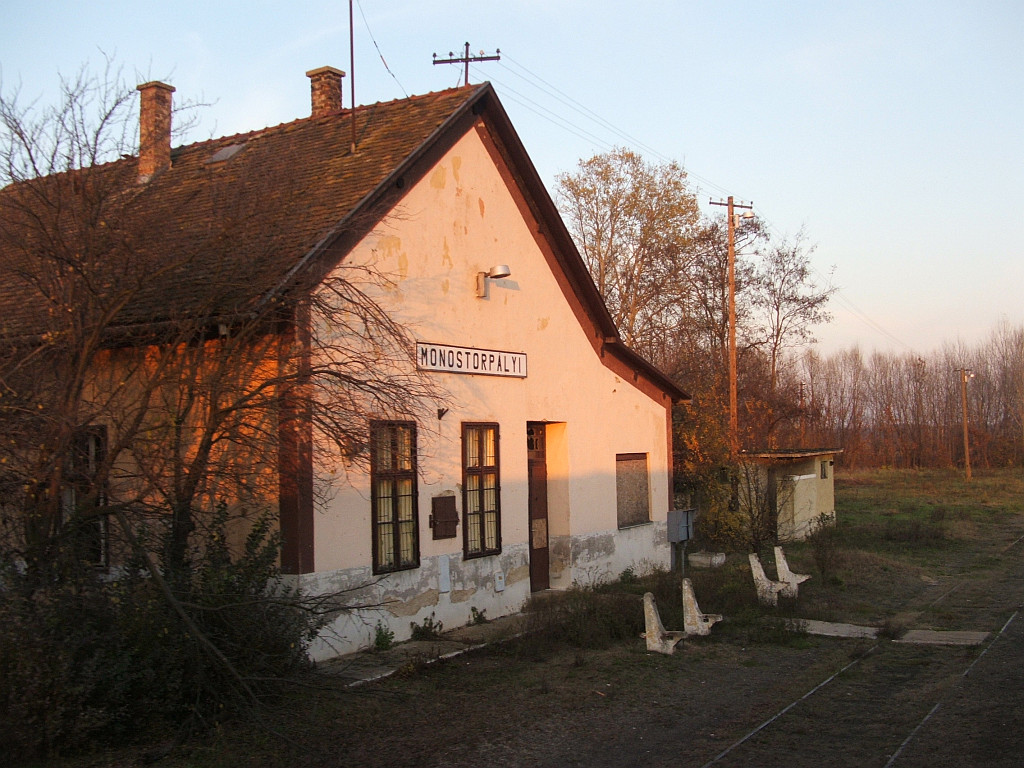
Der ehemalige Bahnhof in Monostorpályi

## Wirtschaft und Verkehr
Durch Monostorpályi verläuft die Landstraße Nr. 4809. Der Ort ist an die Bahnstrecke Debrecen–Létavértes angeschlossen, deren Betrieb allerdings am 13. Dezember 2009 eingestellt wurde.